# Писта Аеромодели (Тревизо)
Писта Аеромодели је насеље у Италији у округу Тревизо, региону Венето.
Према процени из 2011. у насељу је живело 22 становника. Насеље се налази на надморској висини од 9 м.